# Política Nacional de Educação Ambiental
A Política Nacional de Educação Ambiental é proveniente da lei n.º 9 795 criada em 27 de abril de 1999.
Sancionada pelo presidente brasileiro Fernando Henrique Cardoso dispõe sobre Educação Ambiental e estabelece esta política nacional.
Esta lei encontra-se em vigor na data atual e seus parâmetros estabelecidos compõem as diretrizes usadas nas demais leis da área ambiental e administrações públicas a nível nacional servindo de padrão as mesmas e, por definição, o primeiro artigo da referida lei preconizou o que se entende por educação ambiental, conforme explica (Silva 2017):
Art. 1o Entendem-se por educação ambiental os processos por meio dos quais o indivíduo e a coletividade constroem valores sociais, conhecimentos, habilidades, atitudes e competências voltadas para a conservação do meio ambiente, bem de uso comum do povo, essencial à sadia qualidade de vida e sua sustentabilidade.